# Pauline Davis-Thompson
Pauline Davis-Thompson (9 juli 1966) is een atleet uit Bahama's.

## Carrière

### Olympische Spelen
Davis Thompson nam tussen 1984 en 2000 vijf maal op rij mee aan de Olympische Zomerspelen, op afwisselende onderdelen.
In 1984 op de Olympische Zomerspelen van Los Angeles liep ze de 100 meter sprint, 200 meter en de 4x100 meter estafette.
Op de Olympische Zomerspelen van Seoul in 1988 liep ze de 100 meter en 200 meter, maar kwam niet in de finale terecht. Ook in 1992 in Barcelona liep ze deze twee afstanden zonder veel succes.
Op de Olympische Zomerspelen van Atlanta in 1996 bereikte ze op de 400 meter de finale, en was met een vierde plek net buiten de medailles. Met de 4x100 meter estafette behaalde ze met het Bahama's-team een zilveren medaille.
In 2000 op de Olympische Zomerspelen van Sydney behaalde ze twee gouden medailles, op de 200 meter individueel, en op de 4x100 meter estafette met het team van de Bahama's. Op deze Spelen droeg Davis-Thompson ook de vlag tijdens de openingsceremonie.

### Wereldkampioenschappen
Op de Wereldkampioenschappen atletiek 1995 werd Davis-Thompson tweede op de 400 meter.
Met het estafette-team van de Bahama's werd Davis-Thomson wereldkampioen op de Wereldkampioenschappen atletiek 1999.

## Privé
Pauline Davis-Thompson is getrouwd met Olympisch hordeloper Mark Thompson.
- World Athletics: 14270646

1948: Fanny Blankers-Koen ·
1952: Marjorie Jackson ·
1956: Betty Cuthbert ·
1960: Wilma Rudolph ·
1964: Edith McGuire ·
1968: Irena Szewińska ·
1972: Renate Stecher ·
1976: Bärbel Eckert ·
1980: Bärbel Wöckel ·
1984: Valerie Brisco-Hooks ·
1988: Florence Griffith-Joyner ·
1992: Gwen Torrence ·
1996: Marie-José Pérec ·
2000: Pauline Davis-Thompson ·
2004: Veronica Campbell ·
2008: Veronica Campbell ·
2012: Allyson Felix ·
2016: Elaine Thompson ·
2020: Elaine Thompson ·
2024: Gabrielle Thomas
1928: Rosenfeld, Smith, Bell, Cook ·
1932: Carew, Furtsch, Rogers, Von Bremen ·
1936: Bland, Rogers, Robinson, Stephens ·
1948: Stad-de Jong, Witziers-Timmer, van der Kade-Koudijs, Blankers-Koen ·
1952: Faggs, Jones, Moreau, Hardy ·
1956: Strickland, Croker, Mellor, Cuthbert ·
1960: Hudson, Williams, Jones, Rudolph ·
1964: Ciepły, Kirszenstein, Górecka, Kłobukowska ·
1968: Ferrell, Bailes, Netter, Tyus ·
1972: Krause, Mickler-Becker, Richter, Rosendahl ·
1976: Oelsner, Stecher, Bodendorf, Eckert ·
1980: Müller, Wöckel, Auerswald, Göhr ·
1984: Brown, Bolden, Cheeseborough, Ashford ·
1988: Brown, Echols, Griffith-Joyner, Ashford ·
1992: Ashford, Jones, Guidry, Torrence ·
1996: Devers, Miller, Gaines, Torrence ·
2000: Fynes, Sturrup, Davis, Ferguson ·
2004: Lawrence, Simpson, Bailey, Campbell ·
2008: Borlée, Mariën, Ouédraogo, Gevaert ·
2012: Madison, Felix, Knight, Jeter ·
2016: Madison, Felix, Gardner, Bowie ·
2020: Williams, Thompson-Herah, Fraser-Pryce, Jackson ·
2024: Jefferson, Terry, Thomas, Richardson
1983 Gladisch, Koch, Auerswald, Göhr · 
1987 Brown, Williams, Griffith-Joyner, Marshall · 
1991 Duhaney, Cuthbert, McDonald, Ottey · 
1993 Bogoslovskaja, Maltsjoegina, Voronova, Privalova · 
1995 Mondie-Milner, Guidry-White, Gaines, Torrence · 
1997 Gaines, Jones, Miller, Devers · 
1999 Fynes, Sturrup, Davis-Thompson, Ferguson · 
2001 Paschke, G. Rockmeier, B. Rockmeier, Wagner · 
2003 Girard, Hurtis-Houairi, Félix, Arron · 
2005 Daigle, Lee, Barber, Williams · 
2007 Williams, Felix, Barber, Edwards · 
2009 Facey, Fraser, Bailey, Stewart · 
2011 Knight, Felix, Myers, Jeter · 
2013 Russell, Stewart, Calvert, Fraser-Pryce · 
2015 Campbell-Brown, Morrison, Thompson, Fraser-Pryce · 
2017 Brown, Felix, Akinosun, Bowie · 
2019 Whyte, Fraser-Pryce, Smith, Jackson · 
2022 Jefferson, Steiner, Prandini, Terry · 
2023 Davis, Terry, Thomas, Richardson